# Rhabdoblatta lyncea
Rhabdoblatta lyncea är en kackerlacksart som först beskrevs av Gerstaecker 1883.  Rhabdoblatta lyncea ingår i släktet Rhabdoblatta och familjen jättekackerlackor. Inga underarter finns listade i Catalogue of Life.